# Lim Yew Hock

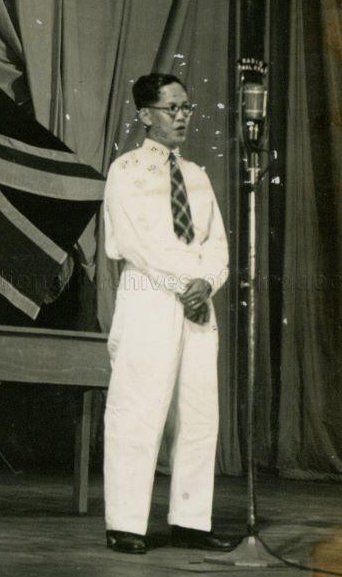
Lim Yew Hock (1951)

Tun Lim Yew Hock (chinesisch 林有福, Pinyin Lín Yǒufú, Pe̍h-ōe-jī Lîm Iú-hok; * 1914 in Singapur; † 30. November 1984 in Saudi-Arabien) war ein singapurischer Politiker und zwischen 1956 und 1959 zweiter und zugleich letzter Chief Minister der damaligen britischen Kronkolonie Singapur.

## Leben
Lim war zunächst als Gewerkschafter tätig und unter anderem Repräsentant im Legislativrat einer Gewerkschaft. 1955 wurde er Abgeordneter der Legislativversammlung und vertrat in dieser bis 1959 den Wahlkreis Havelock.
Am 6. April 1955 wurde er von Chief Minister David Saul Marshall zum Minister in dessen Kabinett berufen und wurde schließlich am 8. Juni 1956 Marshalls Nachfolger als Chief Minister, nachdem dieser wegen der fehlgeschlagenen Gespräche über die Souveränität Singapurs vom Vereinigten Königreich zurückgetreten war.
1957 nahm er an einer Konferenz über die Verfassung Singapurs im Lancaster House in London teil und erreichte dort das Einräumen einer weitgehenden Selbstverwaltung. Während seiner Amtszeit unterdrückte er sowohl kommunistische als auch anti-britische Bewegungen in Singapur.
Bei den Wahlen zum Parlament 1959 erlitt die von ihm geführte Singapore People’s Alliance eine Niederlage gegen die People’s Action Party (PAP) von Lee Kuan Yew, der daraufhin am 5. Juni 1959 Singapurs erster Premierminister wurde. Er selbst wurde jedoch wieder zum Abgeordneten des Parlaments berufen und vertrat nunmehr als Nachfolger von David Saul Marshall bis 1963 den Wahlkreis Cairnhill.
1963 wurde er von Premierminister Lee zum Hochkommissar der Föderation von Malaysia, dessen Mitglied Singapur war, in Australien ernannt und übte diese Funktion bis zum Ende der Föderation am 9. August 1965 aus.
Später konvertierte Lim zum Islam und ließ sich in der saudi-arabischen Hafenstadt Dschidda nieder, wo er für die dort ansässige Islamischen Entwicklungsbank tätig war.